# Katarzyna Kolasa
Katarzyna Kolasa – polska ekonomistka, dr hab. nauk o zdrowiu, profesor uczelni i kierownik Zakładu Ekonomiki Zdrowia i Zarządzania Opieką Zdrowotną Akademii Leona Koźmińskiego w Warszawie.

## Życiorys
29 października 2007 obroniła pracę doktorską Zasada równości i sprawiedliwości społecznej w aspekcie finansowania służby zdrowia w Polsce i Szwecji, 8 listopada 2017 uzyskała stopień doktora habilitowanego. Została zatrudniona na stanowisku adiunkta w Zakładzie Farmakoekonomiki na Wydziale Farmaceutycznym z Oddziałem Medycyny Laboratoryjnej Warszawskim Uniwersytecie Medycznym, oraz w Katedrze Zdrowia Publicznego na Wydziale Nauk o Zdrowiu Collegium Medicum im. Ludwika Rydygiera w Bydgoszczy Uniwersytetu Mikołaja Kopernika w Toruniu.
Jest profesorem uczelni i kierownikiem Zakładu Ekonomiki Zdrowia i Zarządzania Opieką Zdrowotną Akademii Leona Koźmińskiego w Warszawie.